# كوني: أمر من الأعلى (فلم)
كوني: أمر من الأعلى (بالإنجليزية: Kony: Order from Above)، هُو فيلم حربي أوغندي صدر سنة 2017 وأخرجه Steve T. Ayeny.

## وصلات خارجية
- مقالات تستعمل روابط فنية بلا صلة مع ويكي بيانات